# Хелик, Михал
Михал Хелик (пол. Michał Helik; род. 9 сентября 1995, Хожув, Катовицкое воеводство) — польский футболист, защитник английского клуба «Оксфорд Юнайтед», бывщий игрок национальной сборной Польши. Участник чемпионата Европы 2020 года.

## Клубная карьера
Воспитанник хожувского «Руха». В 2013 году главный тренер команды Яцек Зелиньский начал подключать Хелика к тренировкам с основным составом. В чемпионате Польши футболист дебютировал 15 сентября 2013 года в матче против «Ягеллонии» (0:6). Сезон 2013/14 «Рух» завершил на третьем месте чемпионата, получив право выступать в Лиге Европы. В еврокубках Хелик дебютировал в игре против «Вадуца» (0:0). В июле 2015 года Хелику была проведена процедура очистки отмерших тканей связок надколенника, после чего он оставался вне футбола в течение 16 месяцев. Восстановившись после травмы, Хелик вернул себе место в основном составе «Руха».
Летом 2017 года на правах свободного агента перешёл в «Краковию», подписав трёхлетний контракт. За «полосатых» Хелик играл в течение трёх лет, став вместе с клубом обладателем Кубка Польши сезона 2019/20.
9 сентября 2020 года заключил трёхлетнее соглашение с английским «Барнсли». В футболке новой команды дебютировал 15 сентября 2020 года в матче Кубка лиги против «Мидлсбро» (2:0). Свой первый гол за новый клуб забил 17 октября 2020 года в игре с «Бристоль Сити» (2:2). Польский легионер помог «дворнягам» занять пятое место в Чемпионшипе, что позволило команде участвовать в плей-офф. По итогам сезона 2020/21 Хелик был признан лучшим игроком «Барнсли».
В сентябре 2022 года перешёл в «Хаддерсфилд Таун». Сумма трансфера осталась неизвестной. Длительность контракта рассчитана на 3 года с опцией продления ещё на 1 год. Дебютировал за клуб 13 сентября 2022 года в матче против клуба «Уиган Атлетик». Дебютный гол забил 9 октября 2022 года в матче против «Халл Сити».

## Карьера в сборной
Дебют в футболке национальной сборной Польши состоялся 25 марта 2021 года матче квалификации на чемпионат мира 2022 года против Венгрии (3:3). Накануне старта чемпионата Европы 2020 года главный тренер польской сборной Паулу Соуза включил Хелика в итоговую заявку для участия в турнире.

## Достижения
«Рух»
- Бронзовый призёр чемпионата Польши: 2013/14

«Краковия»
- Обладатель Кубка Польши: 2019/20